# مسجد زاویه (یزد)
مسجد زاویه مربوط به دوره صفوی است و در یزد، محله سردوراه، واقع شده است. این مجموعه در گذشته در بردارنده مسجد، حسینیه، بقعه، آب انبار، حمام و کتابخانه بوده که اکنون جز سر در مسجد و آب انبار ویرانه چیزی از آن بر جای نمانده است.